# Вудланд Парк (Колорадо)
Вудланд Парк (енгл. Woodland Park) град је у америчкој савезној држави Колорадо.

## Демографија
По попису из 2010. године број становника је 7.200, што је 685 (10,5%) становника више него 2000. године.
| Група             | 2000.         | 2010.         |
| Белци             | 6.057 (93,0%) | 6.506 (90,4%) |
| Афроамериканци    | 34 (0,5%)     | 29 (0,4%)     |
| Азијати           | 57 (0,9%)     | 58 (0,8%)     |
| Хиспаноамериканци | 225 (3,5%)    | 419 (5,8%)    |
| Укупно            | 6.515         | 7.200         |